# Narančasto pjegasta kirnja
Kirnja narančasto točkasta  (lat. Epinephelus coioides) je riba iz porodice vučica. Slična je po građi drugim kirnjama a prepoznatljiva je po brojnim smeđe-narandžastim tačkicama po glavi, tijelu i perajama. Naraste do 120 cm duljine i do 15 kg težine. Najčešće obitava na kamenitom terenu, na dubinama do 100 m. Živi do 22 godine, a hrani se manjim ribama i rakovima. Često zalazi u područja bočate vode, mlađi primjerci se mogu vidjeti i na samom ušću. Vrlo je cijenjena u prehrani, a pokazala je dobre rezultate i u uzgoju.

## Rasprostranjenost
Stanište ove ribe je oko istočnih obala Afrike, sve od Crvenog mora pa južno do Južnoafričke Republike, zatim istočno po cijelom Indijskom oceanu, te na dijelovima Tihog oceana zapadno sve do otočja Palau i Fidži, sjeverno do otoka Ryukyu a južno sve do Australije. Prolaskom kroz Sueski kanal nastanila se u Mediteranu i njegovim morima.

## Poveznice
|  | Zajednički poslužitelj ima još gradiva o temi Kirnja narančasto točkasta |
|  | Wikivrste imaju podatke o taksonu Kirnja narančasto točkasta             |